# Türk Standardları Enstitüsü
Türk Standardları Enstitüsü (TSE) (en français : Institut turc de normalisation) est un organisme turc de normalisation.  Créé le 18 novembre 1960, son siège social est à Ankara. Il est reconnu par le gouvernement turc comme l'organisme national de normalisation et représente les intérêts turcs aux niveaux international et européen.